# Бесчинский, Александр Яковлевич
Александр Яковлевич Бесчинский (Безчинский) (? - ум. 1941) - русский путешественник, журналист, писатель, краевед, общественный деятель. 

## Биография
Один из редакторов газеты «Крымский курьер», Ялта, Таврическая губерния. Член Ялтинского благотворительного общества. Сосед семьи Чеховых в Таганроге, знакомый А. П. Чехова по Ялте, находился с ним в переписке, автор воспоминаний о Чехове. Наиболее известен как составитель туристических путеводителей по Российской империи, которые выдержали несколько изданий. Сотрудничал с видными деятелями курортного дела, такими как врач В. Н. Дмитриев, врачом, писателем С. Я. Елпатьевским. В настоящее время издания являются ценными историческими и краеведческими источниками.
В предисловии к первому изданию Путеводителя по Крыму, который позднее выдержал 6 переизданий, А. Я. Бесчинский писал: «Справочная литература о Крыме крайне бедна. Уже целый ряд лет не появлялось в печати новых изданий этого рода. Между тем интерес, представляемый краем, увеличивается с каждым годом: растёт курортное значение крымского побережья и южного предгорья, растёт изучение богатого исторического прошлого края и его археологических памятников и в особенности растёт количество приезжих в Крым». 

### Путеводители
- Бесчинсий А. Я., при участии д-ра Дмитриева В. Н., Елпатьевского С. Я. и др. Путеводитель по Крыму. — М.: Издательство ред. журн. "Русская мысль", 1901. — 471 с.
- Бесчинский А. Я. Ялта и ближайшие окрестности. — Ялта: Типография Н. В. Вахтина, 1902. — 134 с.
- Бесчинский А. Я. Путеводитель по Волге. — М.: Т-во И. Н. Кушнерева и К°, 1903. — 384 с.
- Бесчинский А. Я. Путеводитель по Крыму. — 5-е изд.. — М.: Типо-литография Т-ва И. Н. Кушнерев и К°, 1905. — С. 314. — 468 с.

### Статьи
- Бесчинский А. Я. Воспоминания о А. П. Чехове // Приложение к газете «Русь». — 1907. — № 71907.

- Бесчинский А. Я. Воспоминания о А. П. Чехове // Приазовская речь : Газета. — 1910. — № 42. — С. 45–48.